# Testament sacramental de Peronella d'Aragó (1173)
El Testament de Peronella de 1173, reina d'Aragó i comtessa de Barcelona,
fou un testament sacramental (oral i davant testimonis) fet el 14 d'octubre del 1173 a Barcelona per Peronella I d'Aragó. Foren publicades deu dies després, el 24 d'octubre del 1173, i en les seves darreres voluntats deixava el seu regne al seu fill el rei Alfons II d'Aragó «el Cast». Però aquest tan sols tenia 16 anys, i encara n'hi faltaven quatre per arribar a la majoria d'edat, llevat que es casés, cosa que feu quatre mesos després, el 18 de gener del 1174.

## Context
El testament s'emmarca en la problemàtica sorgida arran del Testament d'Alfons I d'Aragó (1131) per la seva successió.

## Antecedentes

### Capítols matrimonials de Barbastre
La noblesa aragonesa rebutjà el casament de Peronella amb el fill Alfons VII de Castella, temerosos de caure sota el domini de Castella. Des del 24 d'agost del 1136, a l'11 d'agost del 1137 es va forjar un pacte entre Ramon Berenguer IV de Barcelona i Ramir II d'Aragó per tal de casar al jove comte de Barcelona amb la filla del rei, Peronella d'Aragó, que tenia un any d'edat.
El rei donà al comte la seva filla per muller amb el seu regne tal com s'estenia i havia posseït el seu pare i rei Sanç Ramires, rei d'Aragó i Pamplona, i pels seus germans els reis Pere I d'Aragó i Alfons I d'Aragó, quedant en llei i força els seus furs, costums i usatges que en temps dels seus precedessors havien tingut els aragonesos i eren vigents al regne. Quedava el comte com a rei en cas que la seva muller Peronella morís sense fills. També li encomenava les terres i súbdits en homenatge i jurament que li guardarien fidelment la vida i el cos del comte sense cap engany, i que l'obeirien lleialment, guardant la fidelitat que li debien a la seva filla, que era la seva senyora natural, amb la condició que si ella moria quedaria el regne subjecte al comte sense cap contradicció, i que el tindria i posseiria després de la mort del rei.
Per la seva part, el rei Ramir II seria rei mentres visqués, i seria senyor i pare en el regne d'Aragó i en els comtats del comte de Barcelona mentre li plagués.

### Casament de Ramon Bereguer IV amb Peronella I d'Aragó
El Casament de Ramon Berenguer IV i Peronella Ramires se celebrà l'agost del 1150 a Lleida. Donat que Peronella va néixer el 29 de juny de 1136, i que els Capítols matrimonials de Barbastre (1137) s'havien signat l'11 d'agost del 1137, tot plegat indicaria que l'agost del 1150 la reina Peronella havia complert ja els 14 anys, la majoria d'edat establerta pel dret canònic per a poder contraure matrimoni.

### Testament de 1152
Estant de part, la reina ordenà el seu testament el 4 d'abril del 1152; en el testament deixava al fill que nasqués hereu del regne d'Aragó amb els límits que l'havia tingut el rei Alfons I d'Aragó, ordenant que mai fes per cap ciutat ni vila que heretés o guanyés als musulmans, cap mena de reconeixement als castellans. Així mateix ordenà que durant la vida del pare, el comte de Barcelona i príncep d'Aragó, fos governat per ell, i que després el succeís el seu futur fill. En cas que no visqués cap fill, que tot quedés en mans del seu marit, el comte de Barcelona. Així mateix ordenava que si en lloc d'un mascle tenia una filla, aquesta quedaria exclosa de la successió, declarant que aquesta fos casada conforme al seu rang i que el regne quedés pel seu marit el comte de Barcelona.

### Testament sacramental de Ramon Berenguer IV
El 4 d'agost del 1162 manifestà les seves darreres voluntats en presència del Gran Senescal de Barcelona Guillem Ramon I de Montcada, d'Albert de Castellvell, i del mestre Guillem, el seu capellà. Dos dies després, el 6 d'agost del 1162, morí el comte Ramon Berenguer IV de Barcelona. La lectura pública del testament es va fer en l'assemblea general d'Osca l'11 d'octubre del 1162.
- El comte deixava al seu fill primogènit anomenat Ramon (futur rei Alfons II d'Aragó «el Cast»), tot l'honor (propietat) que tenia a Aragó i Barcelona i en tots els seus dominis, excepció feta dels següents:
- L'honor (propietat) del comtat de Cerdanya tal com l'havia tingut Bernat Guillem (darrer comte de Cerdanya), la Senyoria de Carcassona amb tota la seva terra i el feu que Ramon Trencavell I tenia per ell, i els drets que tenia a Narbona i el feu que la vescomtessa Ermengarda de Narbona tenia per ell. Tot això ho deixava al seu segon fill Pere (futur Ramon Berenguer IV de Provença), que tindria aquestes en feu del seu germà primogènit Ramon, a qui havia de retre homenatge per elles.
- L'honor (propietat) del comtat de Besalú seria per a la seva muller Peronella I d'Aragó

Si el primogènit Ramon moria sense fills legítims, el seu segon fill Pere rebria l'herència del primogènit, i la d'aquest passaria al tercer fill anomenat Sanç (futur Sanç de Barcelona i d'Aragó). I si Pere moria sense fills legítims, tot passaria al tercer fill Sanç. Així mateix deixava com a tutor i protector dels seus al rei Enric II d'Anglaterra, amic seu i casat amb Elionor d'Aquitània, cosina de la reina Peronella

### Donació del regne d'Aragó atorgada per Peronella (1164)
L'abdicació de drets, o donació del regne d'Aragó, de la reina Peronella es produí el 1164, dos anys després de la mort del comte de Barcelona Ramon Berenguer IV. Tal com consta en el document, aquesta abdicació es produí per recomanació del Consell de Regència (1162-1174); l'ànim de l'abdicació podria ser el d'evitar qualsevulla reclamació per part de tercers, ja fos des de Castella o des de Navarra, sobre dels drets al regne d'Aragó, senyalant a l'inici del document que «És decret de legal autoritat que la cosa donada, si ha estat lliurada, de cap manera pugui ser demanada pel donador», i remarcant que lloa i ratifica el Testament sacramental de Ramon Berenguer IV (1162). L'historiador Antonio Ubieto interpreta el text com una renúncia dels drets de Peronella al regne d'Aragó en favor del seu fill, el rei Alfons II d'Aragó.

## Testament sacramental de Peronella
El 14 d'octubre del 1173 la reina Peronella I d'Aragó dicatava les seves darreres voluntats i morí poc després, a l'edat de trenta-sis anys. El testament es publicà el 24 d'octubre del 1173; en el testament deixava al seu fill el rei Alfons II d'Aragó el regne d'Aragó.